# Operazione Prairie
La operazione Prairie fu una grande operazione di "individuazione e distruzione" (Search and Destroy) sferrata durante la Guerra del Vietnam dai Marines della III Marine Amphibious Force schierata nella Zona Smilitarizzata (DMZ) al confine con il Vietnam del Nord. Lo scopo dell'operazione (come del resto la precedente operazione Hastings) consisteva nel blocco dell'infiltrazione di unità nordvietnamite a sud del 17º parallelo e nella distruzione della Divisione nordvietnamita 324B, di cui era stata individuata la pericolosa presenza nel settore.
L'operazione venne duramente contrastata dalle combattive forze nemiche e diede luogo ad alcuni aspri e prolungati scontri in impervie località della zona smilitarizzata che divennero tristemente note per le sofferenze e le sanguinose perdite subite dalle due parti. La campagna si concluse con alcuni successi tattici locali dei Marines ma non raggiunse i suoi risultati strategici, logorò ulteriormante le forze americane già duramente impegnate nella I Regione militare del Vietnam del Sud e non impedì rinnovati e pericolosi concentramenti nordvietnamiti che dovettero essere nuovamente affrontati dai Marines durante il resto del 1966 e durante tutto il 1967.

## Situazione strategica
Nell'area tattica della I Regione militare (comprendente le province settentrionali del Vietnam del Sud immediatamente a meridione della cosiddetta Zona Smilitarizzata sul 17º parallelo) le cospicue e crescenti forze dei Marines schierate in questa zona erano state impegnate durante la prima metà del 1966 soprattutto in compiti di protezione e di rastrellamento nelle province costiere.
In realtà, fin dall'inizio dell'impegno diretto delle forze americane in Vietnam, si era evidenziato un contrasto di fondo tra le modalità operative e i progetti tattici favoriti dagli ufficiali del Corpo dei Marines e le aggressive indicazioni tattiche provenienti dal generale Westmoreland e dagli ufficiali del MACV.

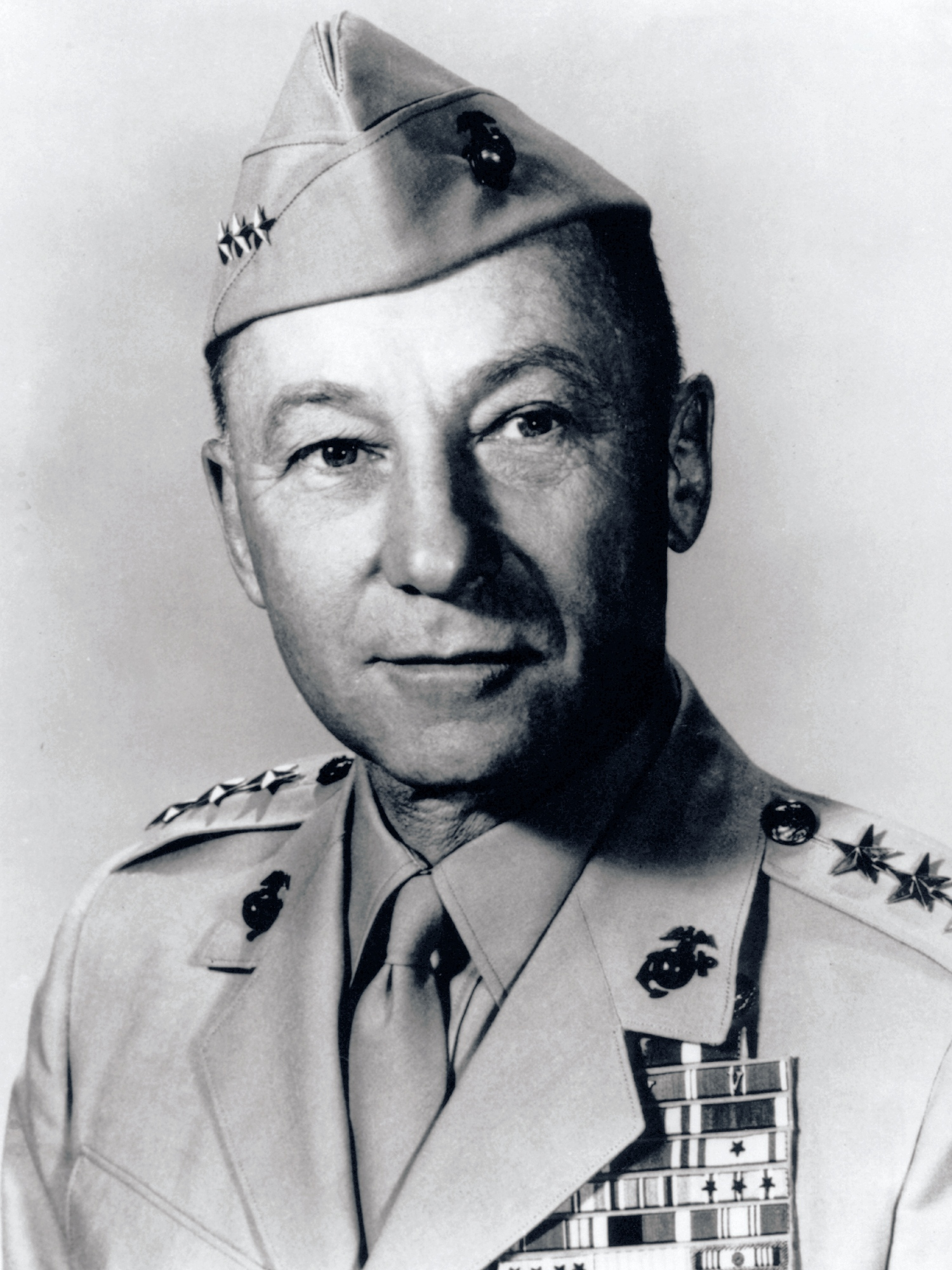
Il tenente generale Victor Krulak, comandante in capo dei Marines nel teatro del Pacifico e tra i principali critici delle tattiche adottate dal generale Westmoreland in Vietnam.

Scarsamente interessati a complessi progetti di pacificazione, gli ufficiali dell'Esercito americano premevano per un impiego più offensivo delle forze dei Marines presenti sul campo, allo scopo di concentrarsi sulla ricerca e l'annientamento delle forze vietcong e soprattutto delle pericolose unità regolari nordvietnamite di cui era stata individuata la minacciosa presenza nella zona smilitarizzata.
Il Corpo dei marines, in realtà, non era affatto favorevole ad un approccio puramente militare basato sulla ricerca di grandi battaglie convenzionali; al contrario, sulla base anche delle precedenti esperienze operative in altre aree belliche, avrebbe voluto favorire i piani di pacificazione e i meno ambiziosi impegni tattici decentrati sul territorio secondo il cosiddetto "Programma di azione combinato" (CAP - Combined Action Program) che prevedeva anche uno stretto coordinamento e una partecipazione diretta dei reparti dell'esercito sudvietnamita alle operazioni di controllo nei singoli villaggi.
La situazione sul campo fece presto svanire questi piani, che del resto erano stati già duramente respinti da Westmoreland e dai suoi ufficiali. Nell'estate 1966, attraverso il servizio informazioni americano, attraverso indiscrezioni provenienti da altre fonti e attraverso i rilevamenti dei fotoricognitori, era stata individuata una intera divisione nordvietnamita (la 324B) già a sud della Zona Smilitarizzata. La grande unità aveva attraversato il fiume Ben Hai, entrando nella provincia di Quang Tri e minacciando pericolosamente tutte le postazioni sudvietnamite e dei Marines organizzate nell'aspro territorio collinare a sud del 17º parallelo. A questo punto compito fondamentale dei Marines divenne la difesa della regione e di questi capisaldi e l'agganciamento e la distruzione della divisione nordvietnamita, a scapito dei progetti di pacificazione secondo il CAP; a questo scopo la 3ª Divisione Marines si portò più a nord per affrontare direttamente il nemico, mentre la 1ª Divisione Marines rimase di presidio a sud e nella regione costiera.
Riguardo alle reali intenzioni della dirigenza politico-militare nordvietnamita, pur in mancanza di documentazione completa e attendibile, sembra che Hanoi avesse in effetti ben compreso l'utilità di attirare le forze dei Marines in prossimità della Zona Smilitarizzata allo scopo di logorarle moralmente e materialmente, intralciando ogni sforzo di pacificazione e fiaccando il morale del nemico, come temuto e ripetutamente sottolineato dai più avveduti ufficiali del Corpo. Nel settembre 1967, lo stesso generale Giap confermò a posteriori in un documento divulgato pubblicamente gli scopi effettivi della continua infiltrazione di truppe regolari a sud del 17º parallelo e diede un positivo apprezzamento dei risultati raggiunti con il progressivo logoramento dei Marines schierati nella I Regione militare (affermazioni peraltro prontamente smentite dal generale Westmoreland).

## Battaglie nella Zona Smilitarizzata
Il terreno a sud del 17º parallelo si prestava magnificamente agli scopi delle forze nordvietnamite: già a soli venti chilometri dalla costa, aspre e aride colline si alternavano con aree di giungla selvaggia e impenetrabile; le montagne presenti più a ovest era impervie e lugubri, ideali per mascherare e proteggere il concentramento della fanteria nordvietnamita altrimenti esposta alla schiacciante superiorità di potenza di fuoco americana. Inoltre la vicinanza dai confini con il Vietnam del Nord e con il Laos ufficialmente neutrale favoriva grandemente il rifornimento delle forze di Hanoi penetrate a sud e rendeva agevole un loro eventuale ripiegamento al sicuro in un territorio inaccessibile per le forze nemiche.

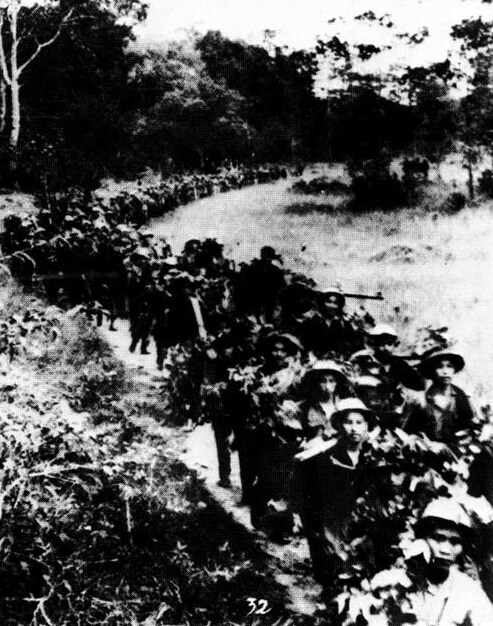
Soldati regolari nordvietnamiti in marcia a piedi per penetrare nel territorio del Vietnam del Sud.

Anche dal punto di vista climatico la regione della Zona Smilitarizzata favoriva le tattiche nordvietnamite: nella stagione delle piogge la temperatura diveniva rigida, mentre il monsone di nord-est (da ottobre a maggio) portava pioggia fitta e gelida e periodi di nebbia; la regione era il territorio più piovoso e selvaggio dell'intero Vietnam del Sud. .
Nonostante i ripetuti interventi del generale Krulak con Westmoreland per convincerlo a modificare i suoi criteri operativi e tattici e a permettere ai Marines di sviluppare i loro lenti ma efficaci piani di pacificazione progressiva, la comparsa della divisione nordvietnamita 324B a giugno 1966 e i primi scontri con gli americani a Cam Lộ (a nord-ovest di Quang Tri) provocarono quindi la immediata reazione del comandante del MACV che si recò personalmente a Đà Nẵng (Quartier generale della III Marine Amphibious Force) per conferire con il tenente generale Walt e organizzare lo spostamento delle forze Marines dalla costa verso l'interno per affrontare e distruggere le truppe nemiche (valutate in 5000-8000 uomini). .
Quindi, a partire dal 15 luglio 1966, le forze americane diedero inizio ad una prima massiccia operazione di "individuazione e distruzione" (Search and Destroy), denominata "Hastings", per affrontare la divisione nordvietnamita 324B individuata in movimento nel brullo e aspro territorio a sud del fiume Ben Hai; l'offensiva venne sferrata da tre battaglioni del 4º reggimento Marines e da un battaglione ciascuno del 1º e del 3º reggimento Marines, sotto la direzione del brigadiere generale Lowell English (vice-comandante delle 3ª Divisione Marines), a partire da Dong Ha in direzione della selvaggia Valle di Ngan.
Per quasi un mese si succedettero duri combattimenti con le forze nemiche, esperte e abili, in grado di affrontare i Marines e di infliggere perdite durante continui e estenuanti scontri a fuoco o improvvisi bombardamenti di artiglieria. I Marines diedero prova della consueta combattività e coesione e, anche grazie all'importante contributo di fuoco aereo da parte dei reparti di aviazione di supporto, ebbero gradualmente ragione del nemico nonostante le difficoltà del terreno e del clima. Il 3 agosto l'operazione "Hastings" ebbe ufficialmente termine dopo l'apparente ritirata della divisione nordvietnamita al riparo a nord della Zona Smilitarizzata dopo aver subito dure perdite (secondo le stime americane i nordvietnamiti ebbero 882 morti accertati).

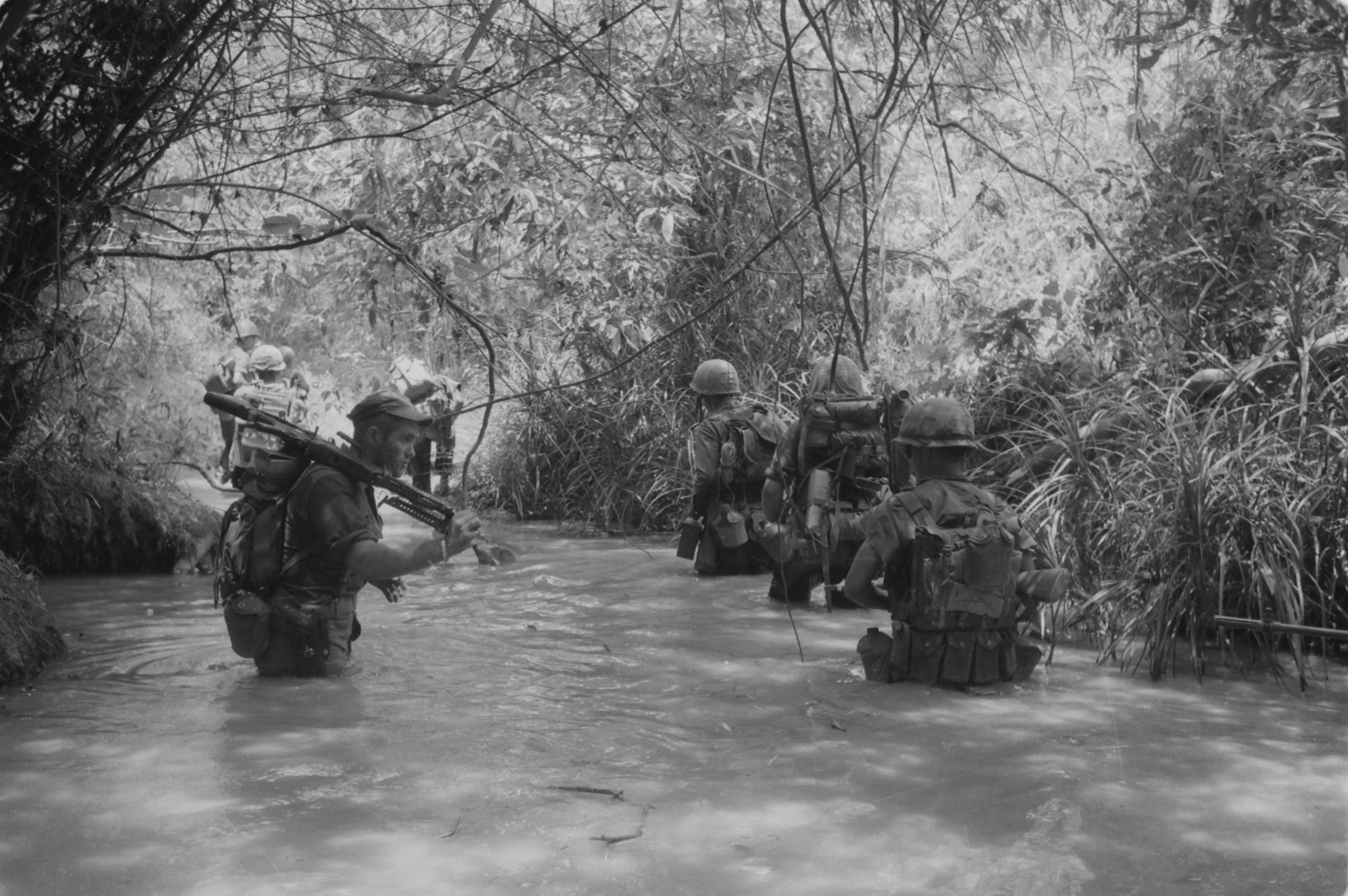
Marines del 4º reggimento impegnati nell'insalubre territorio vietnamita durante l'"operazione Hastings".

I Marines, a loro volta provati dalla durezza dei combattimenti (contarono 128 morti e 122 feriti), rimasero nella desolata regione per affrontare un eventuale ritorno in forze del nemico; il territorio ampiamente disabitato e povero di risorse, oltre a mettere a dura prova l'apparato logistico americano e a sfibrare con i suoi disagi i Marines, si prestava tuttavia ad organizzare una serie di capisaldi sulle cime dominanti, da cui controllare le vallate a nord e organizzare basi di fuoco di artiglieria con cui bersagliare le cosiddette "Zone di Fuoco Libero" (Free Fire Zone, più tardi ridenominate Selective Strike Zone). In queste aree era stata preventivamente evacuata tutta la popolazione e quindi era possibile fare fuoco a volontà su qualsiasi bersaglio individuato, secondo gli intendimenti del generale Westmoreland, sempre alla ricerca di metodi operativi per incanalare le forze nemiche in aree ristrette e distruggerle con la sua schiacciante potenza di fuoco.
Dopo la conclusione dell'operazione "Hastings", i Marines costituirono nuove basi lungo la strategica strada N.9 e sulle colline a sud del fiume Ben Hai; la più importante divenne il cosiddetto "Rockpile", costituito su una spoglia collina di granito alta 230 m, all'intersezione tra la vallata di tre fiumi e di due piste utilizzate dai nordvietnamiti. Inizialmente organizzato come posto di osservazione, in agosto il "Rockpile" venne trasformato (con un grande rinforzo di artiglieria campale) in un'importante base di fuoco da cui i Marines contavano di sommergere con l'artiglieria le forze nemiche in movimento dalla zona smilitarizzata.
La difesa di questa postazione divenne di grande importanza per il comando dei Marines, e ugualmente decisivo venne considerato il controllo anche delle alture subito a nord di "Rockpile", le cosiddette quote 400 e 484, lungo la aspra e tatticamente importante catena montuosa di Nui Cay Tre.

## Mutter's Ridge

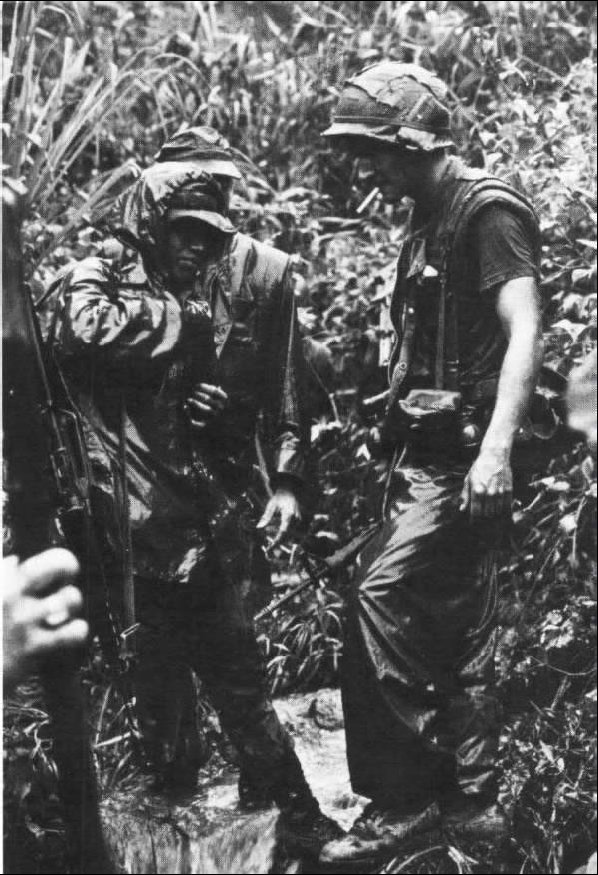
Marines impegnati nell'"operazione Prairie", in pessime condizioni climatiche.

I reparti nordvietnamiti avevano ripiegato solo momentaneamente per riorganizzarsi e ripianare le perdite, in attesa di riprendere i movimenti offensivi a sud del 17º parallelo e costituire nuove posizioni fortificate in modo da attirare nuovamente i Marines in scontri ravvicinati per incrementarne le perdite. Di conseguenza fin dai primi di agosto la divisione nordvietnamita 324B ripassò all'attacco occupando minacciosamente i capisaldi rocciosi dominanti sul "Rockpile"; le quote 400 e 484, e l'intera catena montuosa, vennero trasformate in salde strutture fortificate con bunker e nidi di mitragliatrici, la fanteria e i cecchini si posizionarono solidamente, mascherandosi opportunamente per resistere alla potenza di fuoco americana e sfruttare l'elemento sorpresa.
Di fronte alle notizie, fornite principalmente dai sofisticati dispositivi della fotoricognizione statunitense, di un rafforzamento e di una rinnovata aggressività nordvietnamita nella Zona Smilitarizzata, il generale Westmoreland sollecitò immediatamente Walt, nonostante le perplessità palesate personalmente dal generale Greene in un incontro diretto con il comandante del MACV in agosto, a riprendere le sue operazioni offensive allo scopo di distruggere definitivamente la Divisione 324B e di infliggere finalmente perdite debilitanti alle forze nemiche raggruppate nella provincia di Quang Tri.

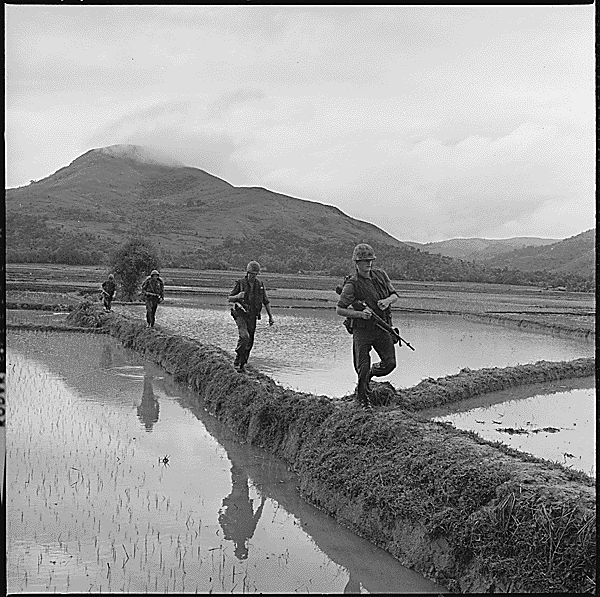
Marines in pattuglia nel desolato e ostile territorio della Zona smilitarizzata.

Ai primi di agosto, quindi, pur con riluttanza e sempre non completamente convinto della bontà dei piani e della condotta tattica imposta da Westmoreland, il comando della III MAF sferrò la nuova operazione Prairie, diretta ad affrontare ancora le forze regolari nordvietnamite e ad impegnarle in modo decisivo in grandi scontri campali in cui far valere la superiorità di mezzi e di metodi dei Marines.
La prima fase dell'"operazione Prairie" si sviluppò metodicamente con rastrellamenti del territorio e con sporadici contatti a fuoco con l'elusivo nemico, ma senza ottenere risultati di rilievo; in settembre invece le forze Marines vennero finalmente impegnate nell'improba missione di attaccare e conquistare tutta l'aspra catena montuosa del Nui Cay Tree saldamente difesa dai nordvietnamiti organizzati in solide postazioni difensive.
Dopo una settimana di duri scontri lungo la catena rocciosa e dopo aver conquistato la Quota 363, la fase decisiva ebbe inizio con l'attacco del 3º battaglione /4º reggimento Marines alla importantissima quota 400 dominante sul "Rockpile". La manovra degli uomini del tenente colonnello  William Masterpool, comandante del battaglione del 4º Marines, si svolse in un territorio particolarmente disagevole, con notevoli difficoltà di rifornimento e con un tempo in progressivo peggioramento; dopo alcuni scontri iniziali, gli uomini di Masterpool iniziarono l'ascesa a quota 400 il 27 settembre, guidati dalla compagnia K di punta comandata dal capitano "Jay Jay" Carroll.

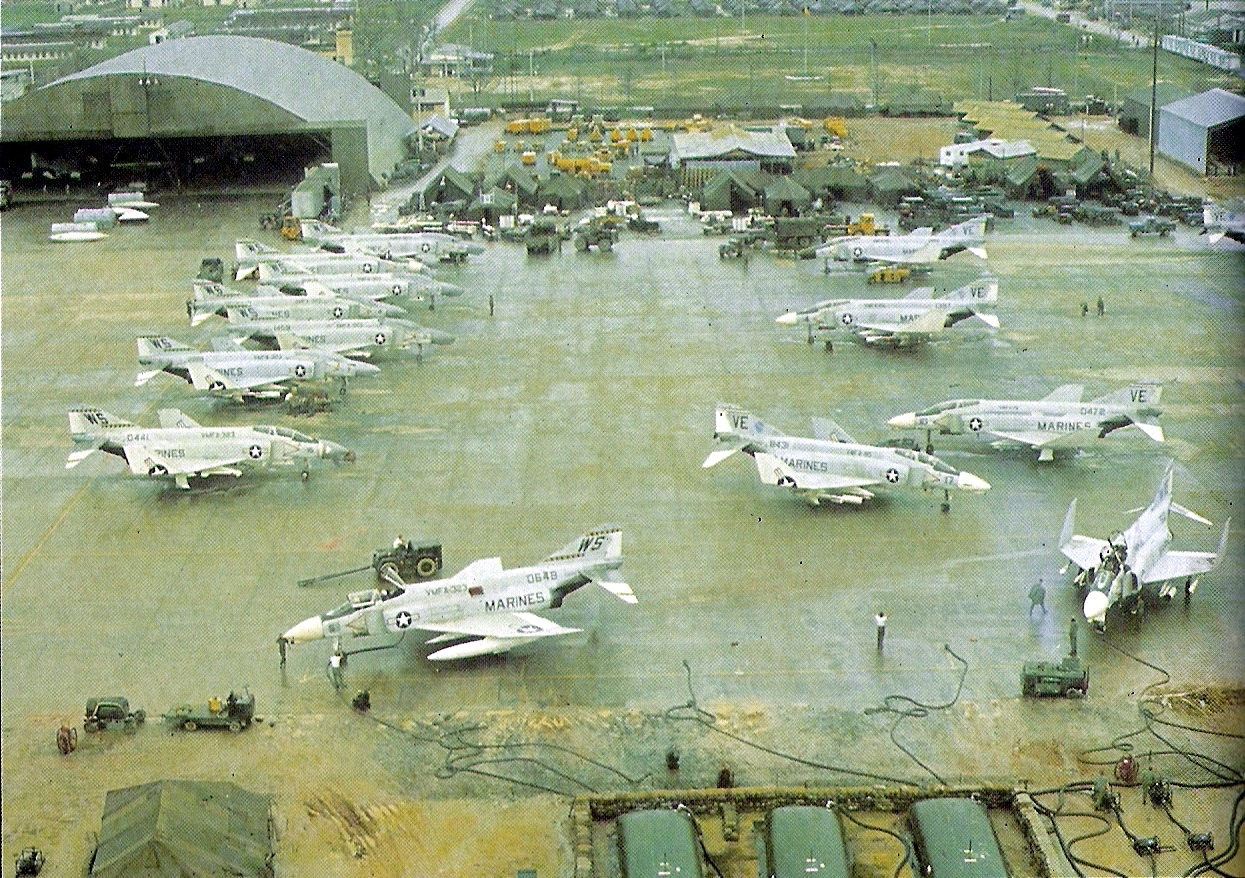
Aerei F-4 Phantom del Corpo dei Marines nella base di Đà Nẵng.

La marcia lungo le pendici della quota 400 venne ulteriormente rallentata dalla fitta giungla e da continui sanguinosi incidenti scatenati da trappole e mine posizionate dal nemico. Ben presto la lotta raggiunse la massima violenza; i nordvietnamiti, solidamente fortificati, aprirono il fuoco con le mitragliatrici infliggendo perdite e costringendo i Marines a fermarsi e a ripiegare in una cosiddetta "manica di artiglieria" (aree predisposte in precedenza al riparo dal fuoco amico) in attesa dell'intervento dell'artiglieria e degli aerei americani per bersagliare la boscaglia con proiettili e napalm.
I nordvietnamiti ricercarono costantemente il combattimento ravvicinato, cercando di inserirsi all'interno delle linee americane per sferrare duri combattimenti corpo a corpo; sotto il fuoco dei mortai nemici i Marines della compagnia del capitano Carroll rimasero bloccati per molte ore lungo le pendici della quota 400, finendo per essere completamente circondati dai reparti nordvietnamiti. Solo dopo un decisivo intervento di aerei F-4 Phantom dell'aviazione dei Marines che sganciarono bombe e napalm vicinissimo alle posizioni della compagnia statunitense in difficoltà permise di risolvere la situazione e di riprendere l'avanzata.
Ma il nemico riprese rapidamente la pressione, e il fuoco di mitragliatrici, cecchini e mortai impedì di proseguire; per evacuare i feriti, Carroll decise di ritornare indietro verso il Quartier generale del battaglione, finendo in questo modo per essere nuovamente bloccato durante il pomeriggio e la notte, all'aperto e sotto il costante martellamento nordvietnamita.
Il 28 settembre i Marines si rafforzarono, con il concorso delle compagnie I e M, mentre l'aviazione martellò con spietata efficacia i bunker e le fortificazioni nemiche su quota 400; il capitano Carroll guidò finalmente l'attacco decisivo, condotto dai Marines con valore, con l'utilizzo anche di cariche esplosive. Nonostante continui contrattacchi, i nordvietnamiti furono costretti a cedere, anche dopo un intervento degli elicotteri "cannoniera" Huey. Quota 400 cadde nelle mani del battaglione dei Marines del tenente colonnello Masterpool: vennero contati 50 nemici morti contro 20 marines caduti e 34 feriti (evacuati dagli elicotteri).

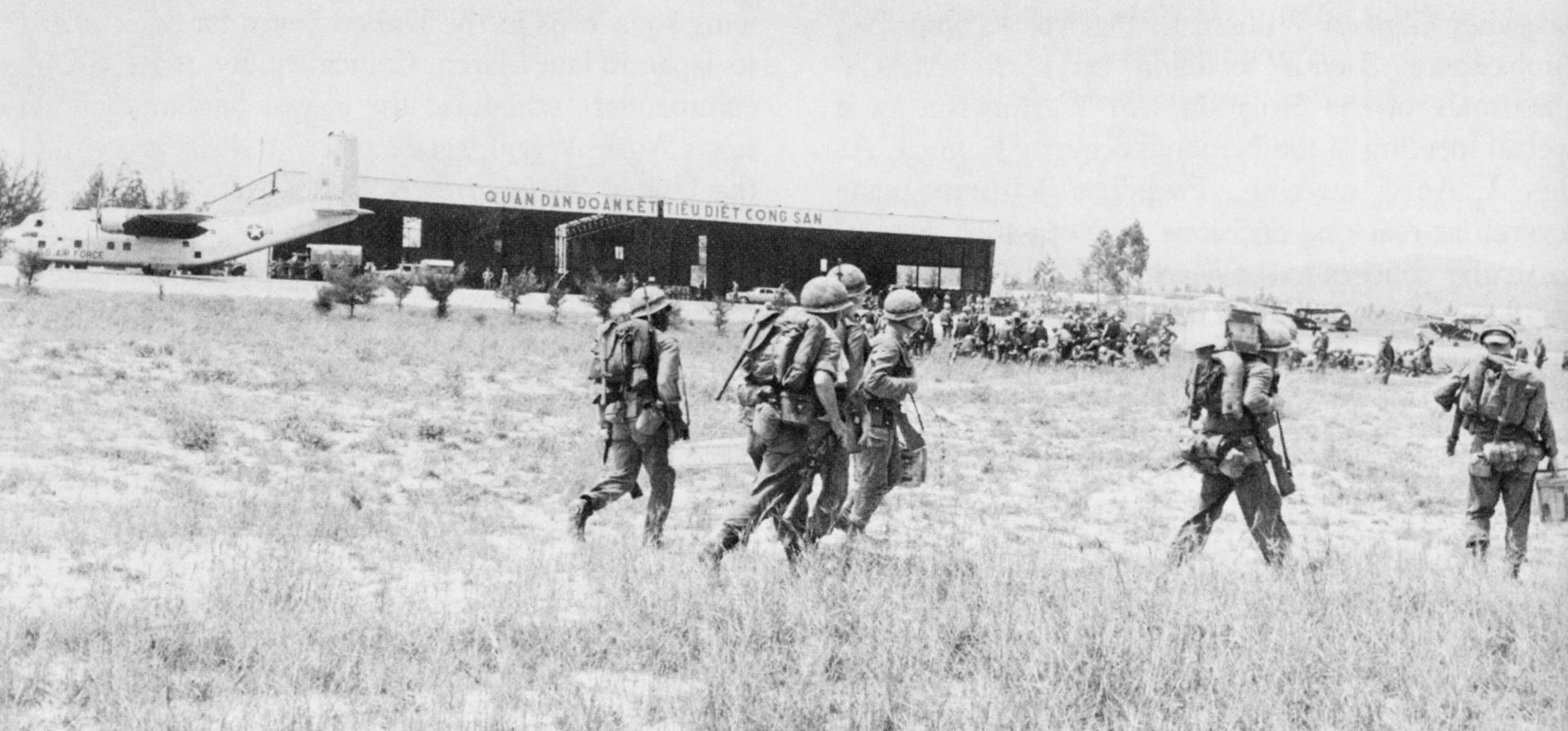
Marines del 4º reggimento Marines in partenza da Phu Bai per entrare in azione nella Zona Smilitarizzata.

Dopo quota 400 (chiamata dai Marines "Mutter's Ridge" dal nome in codice di chiamata radio assegnato al colonnello Masterpool), rimaneva da conquistare solo la quota 484, posta 900 metri più a ovest. Il tempo in questa fase ebbe un brusco peggioramento, la pioggia battente trasformò rapidamente tutto il territorio in un mare di fango che intralciò ulteriormente i Marines già esausti per la durezza dei combattimenti, per le perdite e per l'asprezza del terreno.
L'ultima fase dell'"operazione Prairie" ebbe inizio il 4 ottobre con l'assalto finale alla quota 484; alle ore 9.30 la compagnia M del capitano Robert Handrahan guidò la marcia lungo l'altura. La resistenza fu ancora durissima, i nemici nascosti nel terreno fangoso o in bunker aprirono il fuoco e costrinsero la compagnia prima a fermarsi e quindi a ripiegare per la notte. Intervennero nuovamente aviazione e artiglieria per bersagliare le postazioni nemiche e sfiancarne la capacità di resistenza.
Alle ore 10.00 del 5 ottobre la compagnia M ripartì all'attacco della quota 484: finalmente i Marines avanzarono in un paesaggio devastato dalle bombe e dal napalm, e si aprirono con il fuoco delle armi automatiche la strada verso la cima, schiacciando progressivamente gli ultimi nuclei di resistenza. A mezzogiorno i Marines raggiunsero la cresta, mentre i nordvietnamiti tentarono un'ultima resistenza. In un malaugurato incidente di "fuoco amico" rimase ucciso in questa fase il capitano Carroll (il terreno su cui cadde venne successivamente denominato in suo onore "Camp Carroll").
Alle 13.30 del 5 ottobre i nordvietnamiti iniziarono finalmente a sganciarsi abbandonando la quota per rifugiarsi al riparo nella giungla, ricostituirsi e riorganizzarsi in vista di nuove operazioni. Le perdite nordvietnamite erano state pesanti (anche se vennero rintracciati dagli americani solo 10 corpi di soldati nemici) ma la combattiva Divisione 324B, nonostante tutti gli sforzi e i sacrifici del Marines, non era stata distrutta e sarebbe presto ricomparsa nella Zona Smilitarizzata.

## Conclusioni
Al termine di scontri sanguinosi tra i più aspri del conflitto indocinese, l'operazione Prairie si concluse quindi con una serie di successi locali americani, con la conquista da parte dei Marines dei principali rilievi tatticamente importanti e con la ritirata della divisione nordvietnamita 324B, che si era battuta coraggiosamente e con abilità; il nemico aveva subito perdite importanti ma aveva comunque mantenuto la sua capacità operativa e sarebbe nuovamente penetrato nella Zona Smilitarizzata con nuovi progetti offensivi per intralciare i piani dei Marines e logorarne le forze.

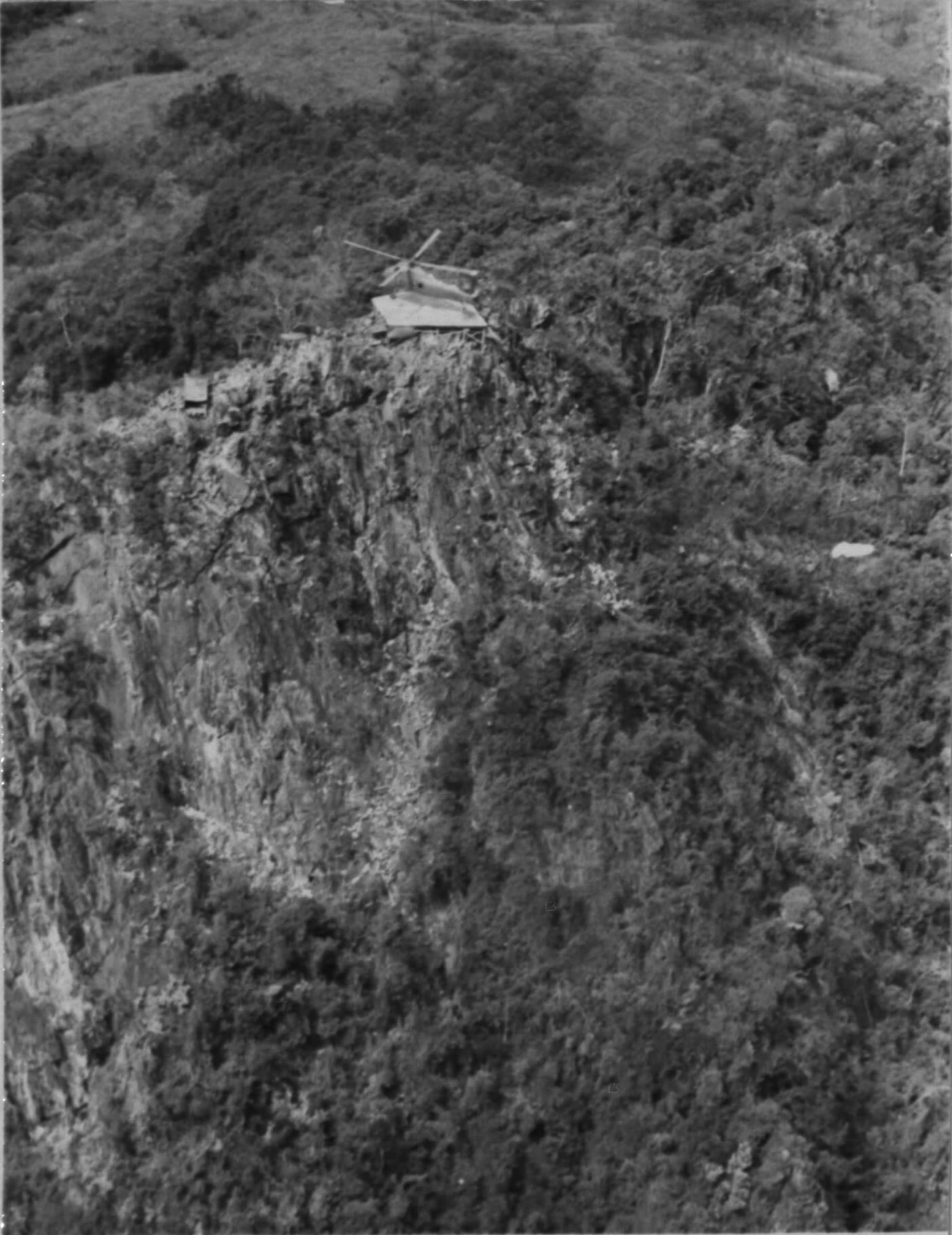
La cima del "Rockpile", l'importante base di fuoco dei Marines a sud della Zona Smilitarizzata.

Anche le perdite americane furono notevoli: le sofferenze legate alla durezza della resistenza nemica, all'inclemenza del clima e alle caratteristiche desolate del territorio, sfiancarono fisicamente e moralmente molti reparti dei Marines che peraltro diedero dimostrazione di grandi capacità combattive, di risolutezza, di abnegazione e di spirito di sacrificio senza cedimenti.
In realtà il generale Westmoreland e gli ufficiali dell'Esercito americano manifestarono ripetutamente perplessità sulla condotta e sulla stessa combattività dei Marines, e i risultati ottenuti non vennero evidentemente ritenuti soddisfacenti dal generale; già in luglio Westmoreland aveva parlato di scarsa collaborazione dei Marines e di mancanza di aggressività, respingendo a più riprese i propositi operativi del comando della III MAF e sollecitando maggiore collaborazione e un incremento delle operazioni di ricerca e distruzione del nemico mediante grandi operazioni offensive convenzionali.
A settembre 1966, con l'"operazione Prairie" ancora in corso, Westmoreland ordinò al generale Walt di costituire una nuova base dei Marines nello sperduto avamposto di Khe Sanh, a pochi chilometri dal confine con il Laos; nonostante i dubbi dei generali Walt e Krulak, il comandante del MACV era evidentemente sempre alla ricerca di nuove occasioni per attirare grandi forze nemiche e distruggerle con la potenza di fuoco americana, dopo i risultati deludenti (a suo parere) delle operazioni in corso nella provincia di Quang Tri.
Dopo nuovi conflitti a livello di comandi, i Marines dovettero cedere e organizzare la base a Khe Sanh, ponendo così le premesse per i successivi, durissimi combattimenti delle colline della primavera 1967 (Hill fights nella storiografia anglosassone) e al lungo e drammatico assedio della base a partire dal gennaio 1968.
Inoltre Westmoreland impose ai Marines di mantenere e rafforzare tutti i capisaldi conquistati dopo duri scontri e organizzati lungo la Zona Smilitarizzata, inviando a questo scopo grandi rinforzi di artiglieria campale e pesante con cui battere tutta la zona e organizzare delle vere trappole di fuoco in cui incanalare e distruggere le forze nordvietnamite infiltrate a sud. Le quote 400 e 484, il "Rockpile" e soprattutto la base di Con Thien, vennero rafforzate e divennero postazioni tattiche fondamentali durante le successive e interminabili battaglie nella Zona Smilitarizzata che si succedettero per tutto il 1967 contro la crescente infiltrazione nordvietnamita.
La dirigenza di Hanoi apparentemente si dimostrò disposta a subire gravi perdite pur di mantenere l'iniziativa delle operazioni e accentuare il logoramento e le perdite nemiche; continuò, quindi, ad incrementare le manovre nella Zona Smilitarizzata con un maggiore afflusso di truppe regolari e con pericolosi movimenti aggressivi nel 1967 soprattutto contro Con Thien e Khe Sanh; le perdite nordvietnamite furono molto elevate ma indubbiamente anche quelle dei Marines furono pesanti e contribuirono ad aumentare le critiche del comando del Corpo nei confronti dei dispendiosi e scarsamente efficaci metodi di Westmoreland.

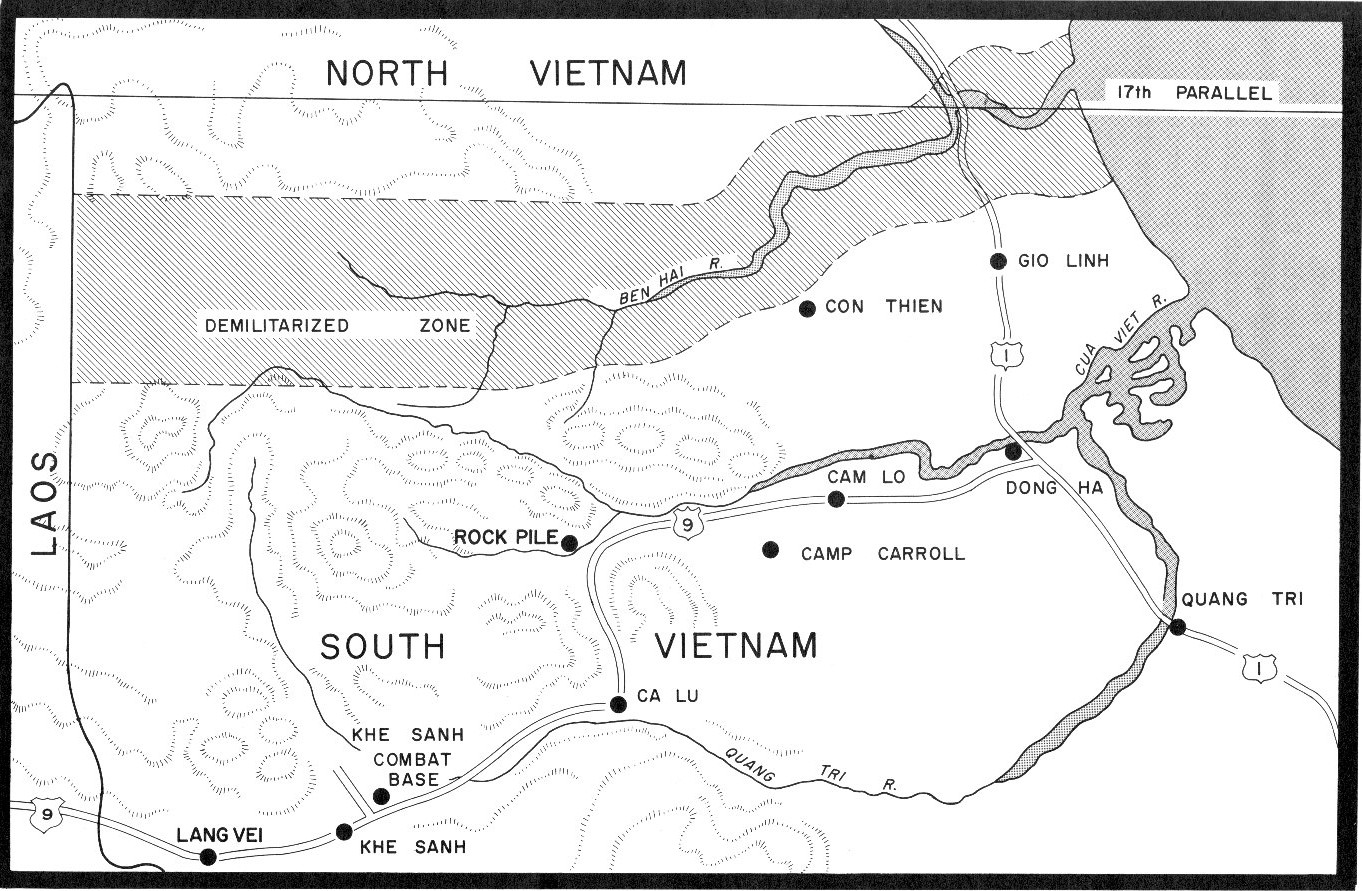
La Zona Smilitarizzata: il terreno dei più duri e prolungati combattimenti della guerra del Vietnam. Sono indicati i principali capisaldi e le basi dei Marines più importanti.

Anche i progetti di pacificazione, tuttavia, non erano esenti da difetti; in primo luogo, per carenza di truppe, i Marines non avrebbero mai avuto soldati a sufficienza per proseguire la pacificazione e contemporaneamente salvaguardare il confine contro le truppe regolari nemiche; inoltre i piani del Corpo avrebbero richiesto tempi molto lunghi; una prospettiva insostenibile politicamente per Westmoreland (alla ricerca di spettacolari successi decisivi) e soprattutto per il Presidente Johnson in ansiosa attesa della vittoria finale anche per ragioni legate alla attualità politica in Patria.
I Marines quindi dovettero mettere da parte i loro piani operativi, efficaci ma forse inapplicabili nella concreta realtà politico-militare, e adeguarsi a malincuore alle dispendiose procedure tattico-strategiche dell'esercito e del generale Westmoreland; paradossalmente, quindi, furono proprio i Marines che dovettero impegnarsi negli scontri convenzionali più duri e prolungati della guerra, essendo schierati nella regione militare più pericolosa e più esposta alle continue infiltrazioni delle truppe regolari dell'efficiente esercito nordvietnamita, subendo di conseguenza le perdite più gravi di tutti i reparti americani.
Alla fine della guerra, oltre 14 000 Marines erano morti combattendo le dure battaglie di logoramento contro il nemico nella Zona Smilitarizzata, oltre tre volte il numero dei caduti in Corea e circa il 25% di tutte le perdite americane della guerra del Vietnam. Un sacrificio doloroso e sostanzialmente inutile.